# Mirosław Wojtkowski
Mirosław Stefan Wojtkowski (ur. 23 sierpnia 1936, zm. 10 kwietnia 2018 w Warszawie) – polski dyplomata.

## Życiorys
Mirosław Wojtkowski ukończył Technikum Handlu Zagranicznego w Łodzi oraz studia w Szkole Głównej Służby Zagranicznej w Warszawie.
W latach 1959–2002 pracował w Ministerstwie Spraw Zagranicznych, zajmując stanowiska kierownicze w centrali (w Departamencie IV) i na placówkach (Kolonii, Wiedniu oraz Bernie). Był m.in. chargé d’affaires PRL w Republice Federalnej Niemiec (31 października 1981 – 23 października 1982) oraz Austrii (kwiecień – październik 1988, maj – wrzesień 1990).
Syn Mariana i Janiny. Pochowany na warszawskim cmentarzu w Wilanowie.